# 리카르도 자코니
리카르도 자코니(Riccardo Giacconi, 1931년 10월 6일 ~ 2018년 12월 9일)는 노벨상을 수상한 미국의 천체물리학자이다. 엑스선천문학의 선구자들 가운데 한 명으로, 존스 홉킨스 대학교의 교수로 재직했다.

## 생애
1931년, 자코니는 이탈리아 제노바에서 태어나 어린 시절 밀라노에서 자랐다. 1948년 밀라노 대학교에서 입학하여 박사학위인 라우레아(Laurea)학위를 수여받고 천문학 연구의 경력을 쌓기 위해 미국으로 건너갔다.
2002년, 우주 X선원을 발견하여 천체물리학에 선구적인 기여를 한 공로로 노벨 물리학상을 받았다. 이 상은 같은 해 고시바 마사토시, 레이먼드 데이비스와 함께 나누어가졌다.
자코니는 존스 홉킨스 대학교에서 1982년부터 1997년까지 물리학, 천문학 교수로 일하였고, 1998년 이후로는 연구 교수로 일하고 했다.

## 수상
- 1966년: 헬렌 B. 워너 천문학상
- 1981년: 브루스 메달
- 1981년: 헨리 노리스 러셀 강사직
- 1981년: 대니 하이너먼 천문학상
- 1982년: 왕립 천문학회 금메달
- 1987년: 울프 물리학상
- 2002년: 노벨 물리학상
- 2003년: 미국 과학자상